# 蔣凌漢
蔣凌漢（1523年—?年），字節甫，四川成都府金堂縣人，民籍，治《易經》，明朝政治人物。

## 生平
四川鄉試第三十三名舉人。嘉靖三十八年（1559年）中式己未科會試第一百二名，三甲第一百六十六名進士。歷官户部主事，四十三年十月差往湖廣监兑兼催钱粮。官至廣東南雄府知府。

## 家族
曾祖蔣逢慶，教授；祖父蔣塤，訓導；父蔣惟繇。前母李氏；母張氏；繼母朱氏。嚴侍下。